# Christopher Daniel Barnes
Pour les articles homonymes, voir Barnes.
Christopher Daniel Barnes (né le 7 novembre 1972 à Portland, dans le Maine) est un acteur américain.

## Filmographie
- 1984 : Une Américaine à Paris de Rick Rosenthal : Kevin Palmer Jr.
- 1985 : Picking Up the Pieces (TV) : Tom Harding
- 1986 : As the World Turns (série télévisée) : Paul Ryan #2 (1985-1986)
- 1986 : Starman ("Starman") (série télévisée) : Scott Hayden
- 1989 : Just Perfect (TV)
- 1989 : Private Affairs (TV) : Boyd
- 1989 : La Petite sirène (The Little Mermaid) : Prince Eric (voix)
- 1990 : Exile (TV) : Dave
- 1990 : Capitaine Planète (Captain Planet and the Planeteers) (série télévisée) : Additional Voices (voix)
- 1990 : Testing Dirty (TV) : Will
- 1991 : Frankenstein, le tombeur de la fac (Frankenstein, the College Years) (TV) : Jay Butterman
- 1992 : Murder Without Motive: The Edmund Perry Story (TV) : Sean
- 1995 : Real Ghosts (TV) : Fraternity Brother
- 1995 : A Pig's Tale (vidéo) : Barry
- 1995 : La Tribu Brady (The Brady Bunch Movie) de Betty Thomas : Greg Brady
- 1995 : Between Mother and Daughter (TV) : Son
- 1995 : Spring Fling! (TV) : Michael
- 1996 : Spider-Man, l'homme-araignée (TV) : Spider-Man/Peter Parker (voix)
- 1996 : Les Nouvelles Aventures de la famille Brady (A Very Brady Sequel) d'Arlene Sanford : Greg Brady
- 1997 : Spider-Man: Secret Wars (vidéo) : Spider-Man (Peter Parker) (voix)
- 1999 : The Amazing Adventures of Spider-Man : Spider-man / Peter Parker (voix)
- 2002 : Cendrillon 2 : Une vie de princesse (Cinderella II: Dreams Come True) (vidéo) : Prince (voix)
- 2004 : Shut Up and Kiss Me! (en) : Ryan Ballister
- 2007 : Le Sortilège de Cendrillon (Cinderella III: A Twist in Time) (vidéo) : Prince (voix)